# Peregrina (telenovela de 2005)
Peregrina es una telenovela mexicana producida por Nathalie Lartilleux para Televisa y emitida por el Canal de las Estrellas.
Es versión de la telenovela venezolana Peregrina producida por Venevisión en 1973, historia original de Delia Fiallo.
Protagonizada por África Zavala y Eduardo Capetillo, con las participaciones antagónicas de Jacqueline Andere, Cynthia Klitbo, Natasha Dupeyrón y Joel Alvarez.

## Sinopsis
La joven gitana Peregrina y su abuela Sabina viven y trabajan en un circo itinerante, la primera como bailarina y la segunda como adivina. Llegan, junto con el circo, a un pueblo de la costa donde vive el millonario Don Eliseo Alcocer, quien está casado en segundas nupcias con Victoria, una mujer fría y codiciosa quien tiene dos hijos de un matrimonio anterior, los gemelos Aníbal y Rodolfo. El primero, tan egoísta y ambicioso como su madre, es el favorecido por ella, mientras que el segundo, recto y bondadoso, es tratado con indiferencia por Victoria.
Rodolfo acude al circo y conoce a Peregrina, ambos se enamoran de inmediato, pero no se imaginan que un oscuro secreto del pasado ya los une. Peregrina resulta ser la nieta de Don Eliseo, pues es la niña que su hija Marisela dio a luz antes de morir. Victoria, para evitar que la niña se viese favorecida por la fortuna de los Alcocer, le ordenó al capataz Melquíades que la hiciera desaparecer. Melquíades se la entregó a Sabina quien acababa de perder a su hija al dar a luz a una niña muerta, esta recibió a la niña, a quien llamó Peregrina.
Inexplicablemente, Rodolfo desaparece y Peregrina va a buscarlo a la mansión Alcocer, allí conoce a Angélica la tía de Marisela, quien se asombra del inmenso parecido que la joven guarda con su difunta sobrina y le toma cariño. Peregrina al no encontrar a Rodolfo regresa al circo, pero sufre un accidente y es auxiliada por Don Eliseo quien también al verla le recuerda a su querida hija y decide protegerla.
Pero Victoria, quien ya sabe quién es la muchacha en realidad, trama un oscuro plan para sacar para siempre a la gitana de su vida. Aprovechando la ausencia de Rodolfo, quien se fue únicamente para no molestar a su madre, ya que el parecido de su amada con la hija de su padrastro sole le acarrearía más rechazo por parte de ella, Victoria le cuenta a Aníbal la verdad y este en complicidad con su madre y Abigail, empleada de la mansión y amante de Aníbal, acuerdan que Aníbal se hará pasar por su hermano y le propondrá casamiento a Peregrina. La joven, creyendo que es Rodolfo el que le pide matrimonio, acepta ilusionada, pero en la luna de miel, que resulta un infierno ella se da cuenta de la verdad y de cómo ha sido utilizada para sus sucios propósitos.
Aún en la luna de miel, Abigail celosa tiene una acalorada discusión con Aníbal que culmina con la muerte de este. Peregrina queda como la única culpable y es acusada de asesinato. Justo por ese entonces regresa Rodolfo quien no ha podido olvidar a Peregrina así se entera de que Peregrina es su cuñada y que es la principal sospechosa del asesinato. Para vengar a su hermano, Rodolfo fingirá ser Aníbal.

## Elenco
- África Zavala - Peregrina Huerta
- Eduardo Capetillo - Rodolfo Alcocer Castillo / Aníbal Alcocer Castillo
- Jacqueline Andere - Victoria Castillo de Alcocer
- Helena Rojo - Sabina Huerta
- Cynthia Klitbo - Abigail Osorio
- Natasha Dupeyrón - Eva "Evita" Osorio
- Víctor Noriega - Eugenio
- Ignacio López Tarso - Baltazar «Tontón»
- Carlos Cámara - Don Eliseo Alcocer
- Carmen Amezcua - Angélica Morales
- Tony Bravo - Alonso
- Carlos Cámara Jr. - Joaquín
- José Carlos Ruiz - Castillo
- Guillermo García Cantú - Carreón
- Beatriz Aguirre - Jueza Navarro
- Salvador Sánchez - Melquíades
- Miguel Córcega - Felipe
- Alejandro Ibarra - Rubén "Tontín"
- Diana Golden - Vicenta
- Abraham Ramos - Iván
- Malillany Marín - Argelia
- Miguel Loyo - Karim
- Eduardo Rodríguez - Benjamín
- Violeta Isfel - Charito
- Catherine Papile - Sandra
- Renata Flores - Divina
- Angelina Peláez - Lazara [1]
- Miguel Ángel Fuentes - Cuasimodo
- Elías Chiprout - Eduardo
- María Chacón - Edith
- Alberto Chávez - Gregorio
- Sara Montes - Fermina
- Rosita Quintana - Eloína
- Michelle Álvarez - Brenda
- Guillermo Capetillo
- Raúl Padilla "Chóforo"
- Joel Álvarez - Sebastian /Iván Alcoser Castillo

## Premios

### Premios TVyNovelas 2006
| Categoría               | Nominado(a)    | Resultado |
| ----------------------- | -------------- | --------- |
| Mejor actriz antagónica | Cynthia Klitbo | Nominada  |
| Mejor primera actriz    | Helena Rojo    | Nominada  |